# Ústí nad Labem (region)
 Ústí nad Labem region  (tjekkisk:  Ústecký kraj ) er en administrativ region i Tjekkiet, beliggende i den nordvestlige del af det historiske Bøhmen. Regionens administrationscenter er byen Ústí nad Labem.

## Distrikter
| Statistiske oplysninger 2002 | Statistiske oplysninger 2002 | Statistiske oplysninger 2002 | Statistiske oplysninger 2002 | Statistiske oplysninger 2002 |
| ---------------------------- | ---------------------------- | ---------------------------- | ---------------------------- | ---------------------------- |
| Områder i Ústí nad Labem     |                              |                              |                              |                              |
| Distrikt                     | Areal i km²                  | Indbyggere                   | Gennemsnits- alder           | Kommuner                     |
| Děčín                        | 909                          | 133.631                      | 38,3                         | 52                           |
| Chomutov                     | 935                          | 124.744                      | 37,2                         | 44                           |
| Litoměřice                   | 1.032                        | 114.497                      | 39,1                         | 105                          |
| Louny                        | 1.118                        | 85.830                       | 38,3                         | 70                           |
| Most                         | 467                          | 116.786                      | 38,1                         | 26                           |
| Teplice                      | 469                          | 126.635                      | 38,7                         | 34                           |
| Ústí nad Labem               | 405                          | 117.589                      | 38,4                         | 23                           |
| Summe                        | 5335                         | 819.712                      | --                           | 354                          |

Andel af Bruttonationalproduktet (31. december 2005): 6,5 %
Arbejdsløshed (31. december 2005): 15,41

## Største byer
| By                 | Indbyggee (31. december 2005) |
| ------------------ | ----------------------------- |
| Ústí nad Labem     | 94.298                        |
| Most               | 67.805                        |
| Děčín              | 51.875                        |
| Teplice            | 51.010                        |
| Chomutov           | 50.027                        |
| Litvínov           | 27.056                        |
| Litoměřice         | 23.909                        |
| Jirkov             | 21.093                        |
| Žatec              | 19.517                        |
| Louny              | 18.841                        |
| Kadaň              | 17.807                        |
| Varnsdorf          | 15.786                        |
| Bílina             | 15.669                        |
| Klášterec nad Ohří | 15.593                        |
| Krupka             | 13.894                        |
| Roudnice nad Labem | 12.923                        |
| Rumburk            | 11.181                        |
| Lovosice           | 9.209                         |
| Štětí              | 9.144                         |
| Duchcov            | 8.937                         |
| Dubí               | 7.714                         |
| Podbořany          | 6.298                         |
| Šluknov            | 5.713                         |
| Česká Kamenice     | 5.485                         |
| Jílové             | 5.292                         |
| Postoloprty        | 5.002                         |